# Илегална штампарија ЦК КПЈ у Крајинској улици
| Орден народног хероја | Овај чланак је део серије чланка о Београд у Народноослободилачкој борби. |

Илегална штампарија Централног комитета Комунистичке партије Југославије (ЦК КПЈ) у Крајинској улици број 24. постојала је у окупираном Београду од октобра 1943. до 29. јула 1944. године, када је била откривена од стране Гестапоа и Специјалне полиције. Пре овога илегална штампарија се у периоду од августа 1941. до августа 1943. налазила у кући на Бањичком венцу бр. 12.

## Историјат
Према упутству Покрајинског комитета КПЈ за Србију, нова илегална штампарија ЦК КПЈ, организована је у стану ауто-механичара и члана КПЈ Милутина Благојевића и његове супруге Ратке у Крајинској улици број 24. на Неимару. У овом стану налазило се партијско склониште, које је још на почетку окупације организовао Светозар Вукмановић Темпо, за потребе илегалних штампарије. На уређењу овог склоништа, у које се улазило из купатила стана, радио је Вучко Ивковић.
Ова штампарија, у коју је пренета само мања ручна машина, док је већа електрична остала у склоништу на Бањичком венцу, отпочела је са радом октобра 1943. године. У новим условима штампарија је радила у мањем обиму, него пре. Рад штампарије неометано је текао, она је успела да остане неоткривена у великој полицијској провали у јесен 1943. године. Опасност за штампарију натупила је у лето 1944. године, када је неко из вишег руководства напарвио грешку и Светислава Каначког, бившег шпанског борца, који је као техничар Покрајинског комитета КПЈ за Србију био задужен за везу са илегалном штампаријом, укључио у организационо-политички рад. Тиме су била прекршена правила рада илегалних штампарија, која је успоставио Светозар Вукмановић Темпо. Светислав Каначки који тада почео да се бавио организационо-политичким радом, свакодневно је долазио у додир с већим бројем људи. Стога је полиција успела да му уће у траг и да га ухапси на Вождовцу, средином јула 1944. године. Услед страховитог мучења у Специјалној полицији, Светислав је одао илегалну партијску штампарију у Крајинској улици.
У рану зору 29. јула 1944. године, агенти Гестапоа и Специјалне полиције, опколили су зграду у Крајинској улици и отпочели претрес. Док је полиција вршила претрес стана и хапсила легалне станаре, Бранко и Слободан су материјал који се налазио у штампарији уништили и спалили. Када су полицајци кренули у складиште дочекани су бомбама. Да не би живи пали у руке непријатељу, Бранко Ђоновић и Слободан Јовић су извршили самоубиство. Милутин и Ратка Благојевић, били су тада одведени у Бањички логор, где су страховито мучени, а потом септембра 1944. године стрељани.
Крајинска улица, где се налазила кућа Милана Благојевића у којој је била смештена илегална штампарија ЦК КПЈ, после ослобођења Југославије преименована је у Улицу Милана Благојевића. Године 2004. одлуком Скупштине града Београда ова улица је преименована у Даничареву улицу, по новинару и књижевнику Ђорђу Поповићу Даничару.

## Отписани
Рад илегалне штампарије ЦК КПЈ описан је у многим књигама које се баве тематиком Народноослободилачког рата у Београду, а посебан опис рада штампарије дао је Драган Марковић у својој књизи „Отписани“. Приликом снимања телевизијске серије „Отписани“, 1974. године, сценаристи Драган Марковић и Синиша Павић су њеном раду посветили епизоду под називом „Штампарија“. У серији су ствари мало измењене, па се догађаји везани за штампарију одвијају доста брже него што је то било у стварности.
Такође и имена ликова у серији су измењена, па се уместо Бранка и Слободана у серији појављују ликови графичких радника Зарета (Ђорђе Јелишић) и Ненада (Јосиф Татић), који немају много сличности са Бранком Ђоновићем и Слободаном Јовићем; док је лик Милана (Мирко Буловић) приближан лику Милутина Благојевића, власника куће у којој је била смешетна друга штампарија.